# Somatochlora meridionalis
Espèce
Somatochlora meridionalis, la cordulie méridionale, est une espèce d'insectes anisoptères (libellules) du genre Somatochlora. Son aire de répartition en France est limitée aux départements du Var (massif de l'Esterel, plaine des Maures), aux Alpes-Maritimes et de la Corse-du-Sud,.